# Havok
A Havok egy amerikai thrash/speed metal együttes. A név az angol "havoc" szó szándékos elírása. 2004-ben alakultak meg Denverben. Az együttest Sanchez és Haakon Sjoegren alapították. (Utóbbi az évek során kilépett a Havok-ból.) Shawn Chavez és Marcus Corich is csatlakozott hozzájuk, így alakult meg a Havok. Ők ketten szintén elhagyták a zenekart az évek alatt. Lemezeiket a  Century Media Records és a Candlelight Records jelenteti meg.

## Tagok
- David Sanchez – ének, ritmusgitár (2004–)
- Pete Webber – dobok (2010–)
- Reece Scruggs – gitár, vokál (2010–)
- Nick Schendzielos – basszusgitár, vokál (2015–)

## Stúdióalbumok
- Burn (2009)
- Time is Up (2011)
- Unnatural Selection (2013)
- Conformicide (2017)

## Egyéb kiadványok
- Thrash Can (2004)
- Murder by Metal (2006)

EP-k
- Pwn 'Em All (szójáték a Metallica Kill 'Em All című albumának nevével, 2007)
- Point of No Return (2012)